# Helmut Dietl
Helmut Dietl (Bad Wiessee, 22 de junho de 1944 — Munique, 30 de março de 2015) foi um escritor e diretor de televisão alemão.

## Biografia
Após completar o ginásio, em 1958, Dietl estudou teatro e a história da arte. Em seguida, especializou-se em um curso de fotografia, e conseguiu grande sucesso dirigindo várias peças teatrais no Munich Kammerspiele. Após vários trabalhos de grande êxito, conseguiu um espaço na televisão, com a minissérie Monaco Franze – Der ewige Stenz, ao lado de Helmut Fischer e Ruth Maria Kubitschek. Em 1998, foi júri do Festival de Berlim.

## Filmografia
| Ano  | Título                                                    |
| ---- | --------------------------------------------------------- |
| 1979 | Der Durchdreher (It Can Only Get Worse)                   |
| 1992 | Schtonk!                                                  |
| 1997 | Rossini – oder die mörderische Frage, wer mit wem schlief |
| 1999 | Late Show                                                 |
| 2005 | Vom Suchen und Finden der Liebe                           |
| 2012 | Zettl                                                     |

| Ano  | Título                                           |
| ---- | ------------------------------------------------ |
| 1979 | Der ganz normale Wahnsinn                        |
| 1983 | Monaco Franze – Der ewige Stenz                  |
| 1986 | Kir Royal – Aus dem Leben eines Klatschreporters |

## Prêmios
- Bayerischer Filmpreis (1996) - Melhor Diretor
- Deutscher Filmpreis (2013) - Conjunto da Obra
- Bambi Awards (2014) - Conjunto da Obra